# Geodessus
Geodessus är ett släkte av skalbaggar. Geodessus ingår i familjen dykare.
Kladogram enligt Catalogue of Life:
| Geodessus | \| \| Geodessus besucheti \| \| \| \| \| \| Geodessus kejvali \| \| \| \| |
|           | \| \| Geodessus besucheti \| \| \| \| \| \| Geodessus kejvali \| \| \| \| |
|           | Geodessus besucheti                                                       |
|           |                                                                           |
|           | Geodessus kejvali                                                         |
|           |                                                                           |